# Хапоэль

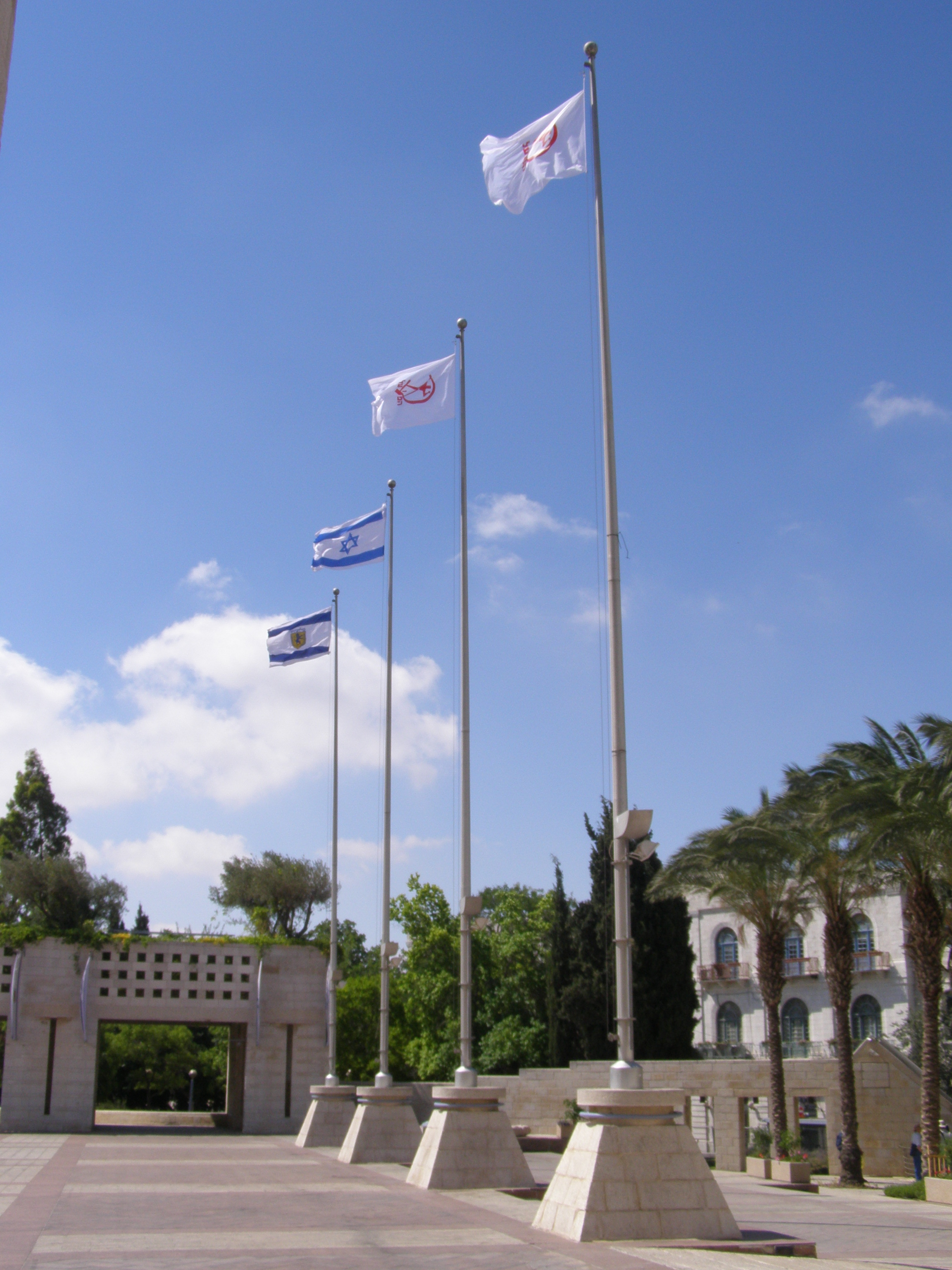
Флаги «Хапоэля» на площади Сафра в Иерусалиме

«Хапоэ́ль», «Апоэ́ль» (ивр. הפועל‎ — рабочий) — рабочее спортивное общество в Израиле. Оно было создано в 1926 году как объединение Гистадрут, и представляло рабочий класс. Во время Британского мандата в Палестине «Хапоэль» имел острое соперничество с «Маккаби» и организовывал свои собственные соревнования, за исключением футбола, единственный вид спорта, в котором все организации играли друг с другом. В то время, «Хапоэль» не состоял в Олимпийском комитете Земли Израильской, который был под контролем «Маккаби», и вместо этого, искал международные связи с аналогичными рабочими спортивными организациями социалистических партий. Поэтому «Хапоэль» стал членом SASI (Международная спортивная организация социалистических рабочих) в 1927 году, а затем был членом CSIT (Международная спортивная федерация труда).
После создания Государства Израиль, в 1951 году конкурирующие спортивные организации достигли соглашения, которое позволило создавать совместные спортивные ассоциации и соревнования, открытые для всех израильских жителей.
В гербе «Хапоэля» использовано сочетание коммунистического символа, серпа и молота и боксёра.
Среди команд, принадлежащих к этому обществу:

## Баскетбольные клубы
- Хапоэль (Афула)
- Хапоэль (Беэр-Шева)
- Хапоэль (Гильбоа-Верхняя Галилея)
- Хапоэль (Иерусалим)
- Хапоэль (Тель-Авив)
- Хапоэль (Хайфа)
- Хапоэль (Холон)
- Хапоэль (Эйлат)

## Футбольные клубы
- Хапоэль (Акко)
- Хапоэль (Афула)
- Хапоэль (Ашкелон)
- Хапоэль (Бальфурия)
- Хапоэль (Бат-Ям)
- Хапоэль (Беэр-Шева)
- Хапоэль (Бейт-Шеан)
- Хапоэль (Бней-Лод)
- Хапоэль (Герцлия)
- Хапоэль (Иегуд)
- Хапоэль (Иерусалим)
- Хапоэль (Кирьят-Гат)
- Хапоэль (Кирьят-Шалом)
- Хапоэль (Кфар-Сава)
- Хапоэль (Махане Иегуда)
- Хапоэль (Мевасерет-Цион)
- Хапоэль (Петах-Тиква)
- Хапоэль (Раанана)
- Хапоэль (Рамат-Ган)
- Хапоэль (Рамат-ха-Шарон)
- Хапоэль (Ришон-ле-Цион)
- Хапоэль (Тайбе)
- Хапоэль (Тверия)
- Хапоэль (Тель-Авив)
- Хапоэль (Умм-эль-Фахм)
- Хапоэль (Хайфа)
- Хапоэль Аси Гильбоа (Празон)
- Хапоэль Бней-Джудейда (Джудейда-Макр)
- Хапоэль Бней-Тамра (Тамра)
- Хапоэль Ирони (Кирьят-Шмона)
- Хапоэль Катамон (Иерусалим)
- Хапоэль Марморек (Реховот)
- Хапоэль Цафририм (Холон)